# Ба, Амаду
Амаду Ба (англ. Amadou Ba; род. 17 мая 1961, Дакар) — сенегальский государственный и политический деятель. Премьер-министр Сенегала (2022—2024).

## Биография
Родился 17 мая 1961 года в Дакаре, Сенегал.
Амаду занимал пост министра иностранных дел Сенегала с 2019 по 2020 год. Ранее был министром финансов и экономики Сенегала с 2013 по 2019 год. 
- Африканский банк развития (AfDB), член Совета управляющих (с 2013)[2];
- Международный валютный фонд (МВФ), член Совета управляющих (с 2013)[3];
- Многостороннее агентство по инвестиционным гарантиям (MIGA), Группа Всемирного банка, член Совета управляющих (с 2013)[4];
- Всемирный банк, член Совета управляющих (с 2013)[5].

Был назван одним из 100 самых влиятельных африканцев по версии журнала New African в 2011, 2012 и 2013 годах.
9 сентября 2023 года был выбран президентом Маки Саллом кандидатом от коалиции Бенно Бокк Якаар (ДБЯ) на президентских выборах 2024 года.

## Семья
Женат, имеет 3 детей.